# Dinastia Pala
|  | Aquest article tracta sobre la dinastia bengalí dels segles VIII-XII. Si cerqueu la dinastia Pala de Kamarupa (Assam), vegeu «Dinastia Pala de Kamarupa». |

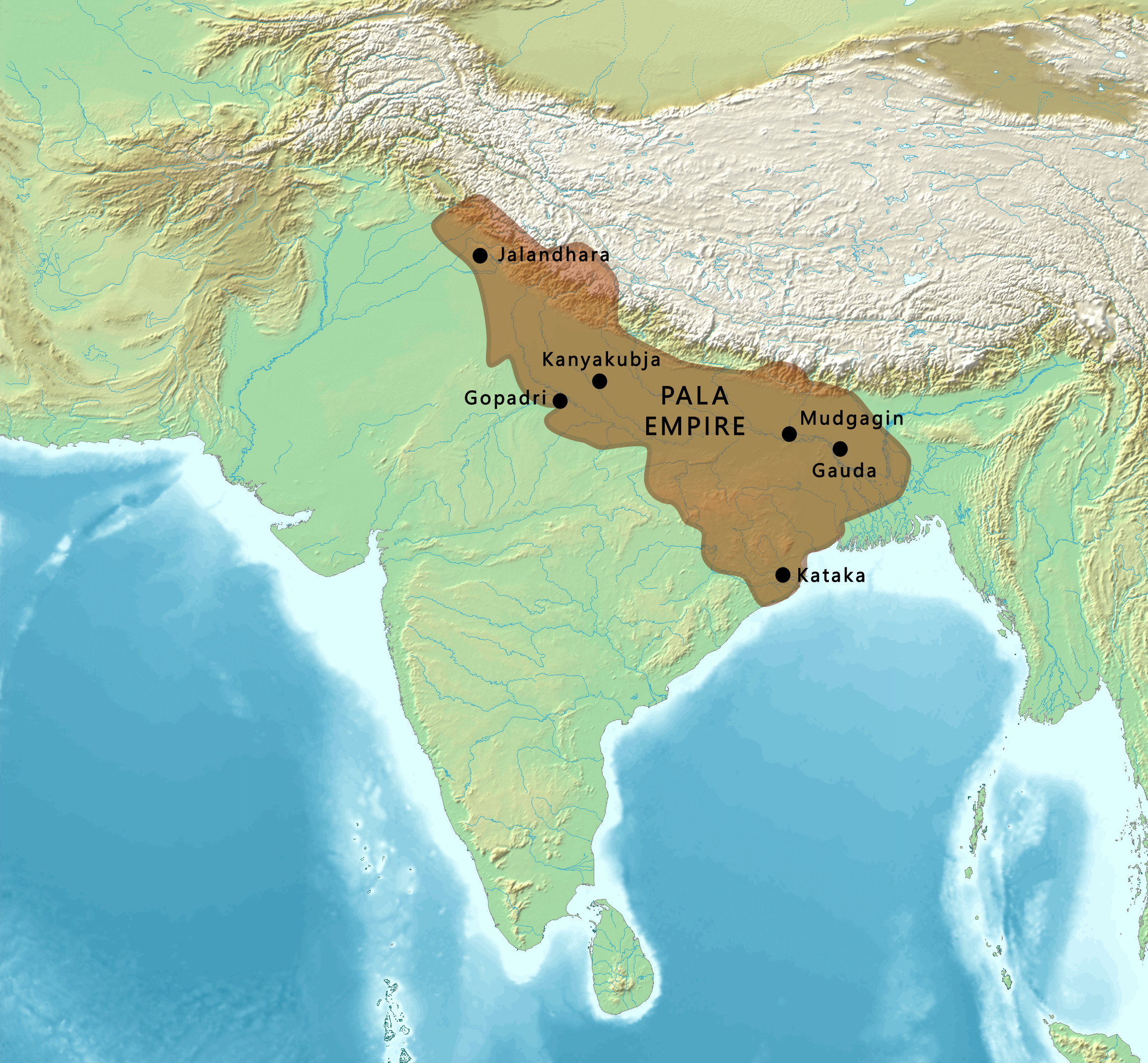
El regne Pala

Els Pala o Imperi pala o Regne pala (পাল সাম্রাজ্য en bengalí) fou un antic estat de Bengala i la zona de l'actual Bihar, del segle viii al segle xii.

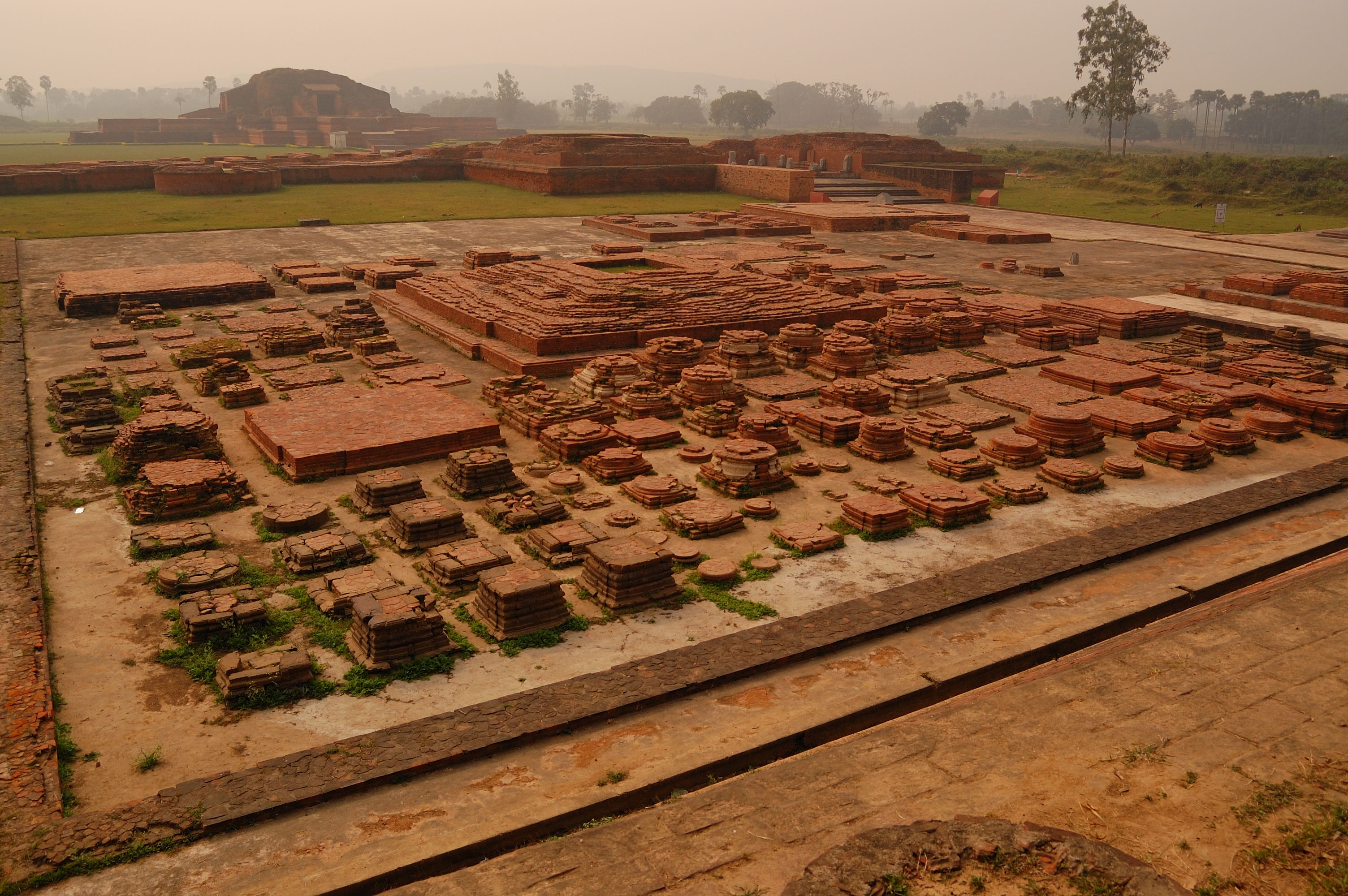
Ruïnes de la universitat budista de Vikramasila

Extensions màximes dels imperis indis medievals: Pala, Pratihara i Raxtrakuta

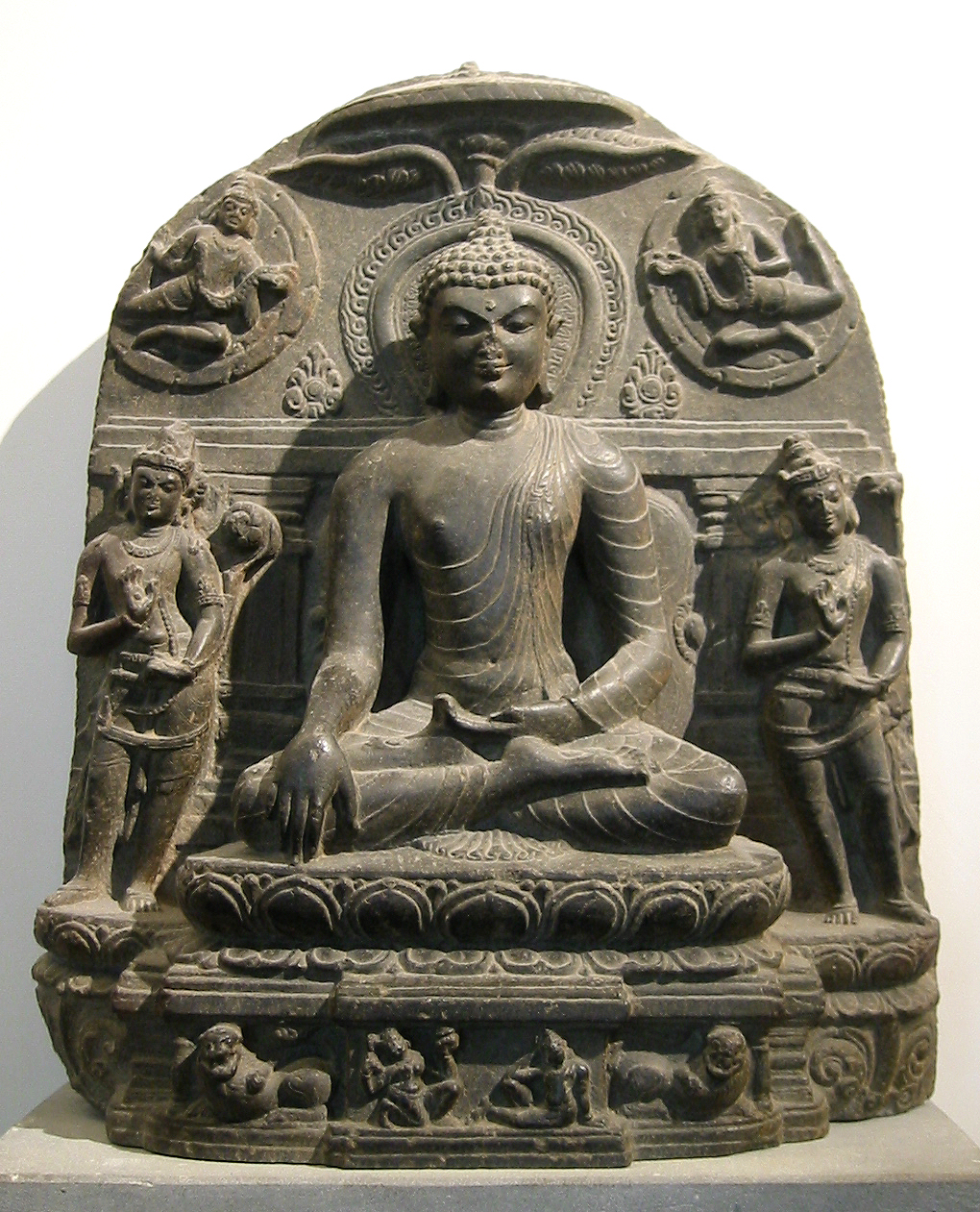
Buda Pala de pedra del segle XI

El Regne pala fou fundat vers 750 al temps del rei Gopala. Arribà a l'apogeu al primer quart del segle ix. Dharmapala, el rei que el va succeir, va estendre el seu imperi al Dècan fins a Kanauj. El seu successor, el rei Devapala, va estendre l'imperi, conquerint l'Assam i Orissa vers 854.
La dinastia Pala va promoure el budisme Vajrayana, en detriment de l'hinduisme. El gran centre budista de Vikramasila va conèixer moments d'esplendor sota el patronatge dels reis d'aquesta dinastia. D'aquesta forma, la influència del budisme tàntric es va estendre a l'Àsia del sud-est i a l'extrem meridional del subcontinent indi, Sri Lanka i les Maldives.
A partir del Regne de Narayanapala, l'Imperi pala es va desintegrar gradualment a causa de l'increment del poder dels Pratihara de Kanauj. Després de gairebé un segle d'eclipsi, el Regne pala va aprofitar la decadència dels Pratihara i recuperà el seu dinamisme sota el Regne de Mahipala, estenent el seu domini vers l'oest fins a Benarés. Vers l'any 1020, el Regne pala fou atacat des del sud pels Chola.
Vers la fi del segle xii, el Regne pala fou assetjat per la dinastia Sena i, finalment, les invasions musulmanes de Muhammad Khalji varen culminar amb l'ocàs de l'imperi i el saqueig i destrucció de la universitat budista de Vikramasila. La desaparició de l'Imperi pala va significar el declivi del budisme a la zona i l'ascendència de l'islam i, en menor mesura, de l'hinduisme. Aquesta darrera religió fou promocionada per la dinastia Sena, que va regnar breument a Bengala fins al 1230.

## Reis principals
- Gopala (750-770)
- Dharmapala (770-810)
- Devapala (810-850)
- Shurapala/Mahendrapala (850 - 854)
- Vigrahapala (854 - 855)
- Narayanapala (855 - 908)
- Rajyapala (908 - 940)
- Gopala II (940-960)
- Vigrahapala II (960 - 988)
- Mahipala (988 - 1038)
- Nayapala (1038 - 1055)
- Vigrahapala III (1055 - 1070)
- Mahipala II (1070 - 1075)
- Shurapala II (1075 - 1077)
- Ramapala (1077 - 1130)
- Kumarapala (1130 - 1140)
- Gopala III (1140 - 1144)
- Madanapala (1144 - 1162)
- Govindapala (1162 - 1174)